# Малахово (Вологодская область)
Малахово — деревня в Сокольском районе Вологодской области.
Входит в состав Чучковского сельского поселения, с точки зрения административно-территориального деления — в Чучковский сельсовет. Расположена к северу от автодороги А123.
Расстояние по автодороге до районного центра Сокола — 85 км, до центра муниципального образования Чучкова — 3 км. Ближайшие населённые пункты — Борисово, Клинцово, Погорелово, Большое Петраково, Билино, Васьково.
По переписи 2002 года население — 4 человека.